# NHK住田八日町テレビ中継局
NHK住田八日町テレビ中継局（エヌエイチケイすみたようかまちテレビちゅうけいきょく）は、岩手県気仙郡住田町にあったNHK盛岡放送局のアナログテレビ中継局。

## 所在地
- 住田町上有住字八日町（南方高地）

## 中継局概要
| 放送局名          | チャンネル | 空中線電力        | ERP               | 放送対象地域 | 放送区域内世帯数 | 偏波面   |
| NHK盛岡教育テレビ | 28ch       | 映像3W /音声750mW | 映像14W /音声3.5W | 全国         | 不明             | 水平偏波 |
| NHK盛岡総合テレビ | 30ch       | 映像3W /音声750mW | 映像14W /音声3.5W | 岩手県       | 不明             | 水平偏波 |

## 放送エリア･その他
- 釜石中継局からの電波が届きにくい住田町上有住地区（国道340号沿い）をカバーしている。なお、在盛民放局は当地に中継局を置いておらず、周辺局を受信するか共同アンテナにより視聴。また当地に地デジ中継局が開局する予定はなく、当初は2011年7月24日をもって廃局となる予定だったが、同年3月11日に発生した東日本大震災発生の影響から、廃局が2012年3月31日まで延期された。